# Mirko Šarić
Mirko Šarić (Buenos Aires, 6 giugno 1978 – Buenos Aires, 4 aprile 2000) è stato un calciatore argentino, di ruolo centrocampista.

## Biografia
Nato a Buenos Aires da genitori di origine croata, crebbe nel barrio di Flores.
Si legò ad una ragazza del suo barrio, che restata incinta di un amante mentì a Šarić, attribuendogli la paternità del nascituro. Dopo un test del DNA, che il calciatore volle fare su insistenza della madre, scoprì che il bambino non era suo. Questa tremenda vicenda e una lunga sequela di infortuni che lo colpirono dal 1998 in poi lo portarono alla depressione e, nonostante si fosse rivolto a degli specialisti, al successivo suicidio per impiccamento del 4 aprile 2000.
Anche il fratello minore, Martin, è stato un calciatore professionista.

## Caratteristiche tecniche
Già da bambino Šarić iniziò a sviluppare un fisico imponente, arrivando a misurare un metro e 88 centimetri. All'inizio della sua formazione calcistica fu schierato come attaccante, arretrando successivamente in difesa, per poi trovare la sua collocazione ideale come centrocampista centrale. Alle innate doti fisiche associava una grande visione di gioco e tecnica individuale, e grazie alle esperienze acquisite nei suoi precedenti ruoli sviluppò un sensazionale senso tattico, che gli permetteva di ottimizzare ogni suo movimento.
All'epoca molti quotidiani sportivi lo accostarono al campione del Real Madrid Fernando Redondo.

## Carriera

### Club
Cresciuto nel San Lorenzo, nel novembre 1996 fu portato ad allenarsi in prima prima squadra dall'allenatore Carlos Aimar. Šarić esordì in prima squadra il 22 dicembre 1996, nella sfida con l'Unión (SF), nell'ultimo turno del torneo di apertura della stagione 1996-1997.
Il sostituto di Aimar, Jorge Castelli, promosse il giovanissimo Šarić a titolare dei Santos, posizione che mantenne anche dopo il suo esonero e l'arrivo di Oscar Ruggeri.
Dopo il 1998, anno che aveva segnato l'apice della sua carriera, il livello delle prestazioni iniziò a scemare, sia a causa di problemi personali che fisici, portando l'allenatore Ruggeri, che pur aveva enorme stima nel calciatore a relegarlo nelle riserve nella speranza che potesse riprendersi. Proprio con le riserve Šarić incappò in un grave infortunio, la rottura del legamento crociato, che lo porteranno a più di sei mesi di stop. Questi problemi portarono Šarić ad una forte depressione che lo spinse al suicidio il 4 aprile 2000.

### Nazionale
Venne convocato da Marcelo Bielsa nella nazionale under-23 dell'Argentina per disputare una tournée in Giappone nel 1998.